# Deretaphrus piceus
Deretaphrus piceus is een keversoort uit de familie knotshoutkevers (Bothrideridae). De wetenschappelijke naam van de soort werd in 1848 gepubliceerd door Ernst Friedrich Germar.